# The quiet room
the quiet room（ザ・クワイエットルーム）は、日本の男性3人組ロックバンド。所属事務所レコードレーベルはmurffin discs/mini muff records。略称は「クワルー」。

## メンバー
- 菊池 遼（きくち りょう）

ボーカル、ギター担当。茨城県出身。
- 斉藤 弦（さいとう ゆづる）

ギター、コーラス担当。東京都出身。サポートメンバーを経て、2014年に正式加入。
- 前田 翔平（まえだ しょうへい）

ベース担当。茨城県出身。

### 旧メンバー
※括弧はサポートメンバー時代を含む活動期間
- 大沼 翼 ギター/コーラス（結成 - 2013年）
- 石上 宗太郎 ドラム - 脱退後はNENGU、さんがつのメンバーとして活動。
- 篠崎 くらら ドラム/コーラス（2014年）
- コビキユウジ ドラム/コーラス（2014年 - 2018年） - 脱退後は「木挽祐次」の名でWALTZMOREのメンバーとして活動。

## 来歴
2010年
- 茨城県水戸市で現メンバーの菊池遼、前田翔平を中心に結成。同年10月に初ライブを行う。

2011年
- デモCD「polka dots / Repeat」を無料配布。
- 高校生アマチュアバンドコンテストTEENS ROCK IN HITACHINAKA 2011にて優秀賞、オーディエンス賞を受賞。
- 初の自主企画「Road movie vol.1」を開催。自主制作ミニアルバム『Road movie』発売。

2012年
- 自主制作シングル「flattery dance stepper / Hello Hello Hello」を発表。自主企画「Road movie vol.2」を水戸ライトハウスで開催。
- 活動拠点を茨城から東京に移し勢力的に活動開始。
- 自主制作EP『Lush Life e.p.』発売。

2013年
- 日比谷野外大音楽堂にて開催の10代ロックフェス「閃光ライオット2013」のファイナリストに選出、出演。[1][2]
- 自主制作EP『Humming Life e.p.』発売。

2014年
- サポートで参加していた斉藤弦、篠崎くららがメンバー加入。新体制初となる自主制作シングル「Drops / Happy End」発売。
- 7月、RO69JACK 2014で優勝。同年8月のROCK IN JAPAN FESTIVAL 2014に出演。[3]
- ドラム担当の篠崎くららが脱退。サポートメンバーを入れ活動継続。

2015年
- スペースシャワー主催新人発掘オーディション「DayDreamBeliever」のファイナリストに選出。
- 初の全国流通音源1stミニアルバム『Life is wonder』をJACKMAN RECORDSより発売。[4]オリコンインディーチャート初登場7位を記録。
- バンド初となるワンマンライブ「Life is wonder release tour - first oneman show -」をshibuya eggmanにて開催。
- 「Life is wonder release tour final」を渋谷WWWにて開催。サポートメンバーのコビキユウジが正式メンバー加入。[5]
- shibuya eggman murffin discs内レーベルのmini muff recordsより2ndミニアルバム『Circle』発売。[5]
- 「Circle」Release Tour Final ワンマンライブを渋谷WWWにて開催。[6]

2016年
- 数量限定ワンコインシングル「Instant Girl」発売。
- 「Instant Girl Release Tour 2016」ツアーファイナルワンマンライブをshibuya eggmanにて開催。[7]
- 3rdミニアルバム『Jubilee』発売。[8]
- 「Jubilee Release Tour 2016」ツアーファイナルワンマンライブを渋谷CLUB QUATTROにて開催。[9]

2017年
- 4thミニアルバム『Little City Films』発売。
- 全国ツアー「Little City Films Release Tour 2017」を敢行。ツアーファイナルを東京・渋谷CLUB QUATTROにて開催。

2018年
- 5thミニアルバム『色づく日々より愛を込めて』発売。リード曲の「東京」がテレビ東京系『モヤモヤさまぁ〜ず2』 のエンディングテーマに選出。
- 「捨てられないから全部抱いて走っていくツアー」を敢行。ツアーファイナルを東京・渋谷CLUB QUATTROにて開催。Dr.コビキユウジが脱退。サポートメンバーを入れて活動継続。

2019年
- 6thミニアルバム『White』発売。リード曲「パレードは終わりさ」が日本テレビ系『バゲット』のエンディングテーマに選出。
- 「White Release Tour 2019」ツアーファイナルを恵比寿LIQUIDROOMにて開催。

2020年
- デジタルシングル「グレイトエスケイプ」をリリース。
- 「concept oneman live -グレイトエスケイプ-」を恵比寿LIQUIDROOMにて開催。

2021年
- 1st e.p.『You e.p.』発売。
- デジタルシングル「キャロラインの花束を」をリリース。TBS系『王様のブランチ』のエンディングテーマに選出。
- 全国ワンマンツアー「You e.p. Release Tour 2021」を敢行。ツアーファイナルを東京・TSUTAYA O-EASTにて開催。
- 1stフルアルバム『花束のかわりに』発売。

2025年
- 2月、菊池の体調不良により一部公演のキャンセルを発表[10]。
- 3月5日、同月21日の恵比寿LIQUIDROOMでのワンマンライブをもって解散することを発表[11]。

## 作品
※最高位はオリコンチャートの週間最高位

### デジタルシングル
|     | 発売日         | タイトル             | 初収録アルバム     |
| --- | -------------- | -------------------- | ------------------ |
| 1st | 2020年9月16日  | グレイトエスケイプ   | 花束のかわりに     |
| 2nd | 2021年3月4日   | キャロラインの花束を | 花束のかわりに     |
| 3rd | 2022年7月20日  | Twinkle Star Girl    | 不時着する運命たち |
|     | 2023年2月1日   | 知りたい             | 不時着する運命たち |
|     | 2023年2月1日   | 知らない             | 不時着する運命たち |
|     | 2022年9月15日  | Tsubomi              | 不時着する運命たち |
|     | 2023年10月28日 | 悪い癖               | 不時着する運命たち |
|     | 2023年11月29日 | Nowplaying           | 不時着する運命たち |
|     | 2024年8月9日   | Ghost Song           | 不時着する運命たち |

### コンピレーションアルバム
- Various Artists『閃光ライオット2013』（2013年12月4日発売）
  - 「Hello Hello Hello」
- Various Artists『JACKMAN RECORDS COMPILATION ALBUM vol.11 -赤盤- 『RO69JACK 2014』』（2015年7月1日発売）
  - 「Humming Life」
- Various Artists『ツタロックDIG Vol.5』（2016年4月20日レンタル開始）
  - 「アイロニー」
- Various Artists『首謀者：空想委員会 大歌の改新コンピレーションアルバム 第壱章』（2016年11月5日発売）
  - 「Instant Girl」
- Various Artists『あの日、恋をしました。 presented by 胸キュンスカッと』（2019年4月24日発売）
  - 「夢で会えたら」

## タイアップ一覧
| 曲名                 | タイアップ                                                                               |
| -------------------- | ---------------------------------------------------------------------------------------- |
| 東京                 | テレビ東京系『モヤモヤさまぁ〜ず2』2018年7月-9月度エンディングテーマ                     |
| パレードは終わりさ   | 日本テレビ系『バゲット』2019年6月度エンディングテーマ                                    |
| キャロラインの花束を | TBS系『王様のブランチ』2021年4月度エンディングテーマ                                     |
| Twinkle Star Girl    | テレビ東京系『ゴッドタン』2022年8月度エンディングテーマ                                  |
| Ghost Song           | テレビ東京系『じっくり聞いタロウ〜スター近況（秘）報告〜』2024年11月度エンディングテーマ |

## ミュージックビデオ
| 監督              | 曲名 |
| ----------------- | --- |
| 大久保拓朗        | 「Fressy」（出演：小山内花凜）、「Locus」、「Instant Girl」（出演：滝口ひかり）                                                            |
| 松永つぐみ        | 「キャロラインの花束を」（出演：新井遥）                                                                                                   |
| 新保拓人          | 「Number」（出演：佐谷戸ミナ） |
| 宮田裕一          | 「Happy End」（出演：坂口悠） |
| 夏目現            | 「東京」（出演：岡本莉音、吉村咲美） |
| 加藤マニ          | 「パレードは終わりさ」、「(168)日のサマー」（出演：宮崎葉、佐久間祥朗）                                                                    |
| 瀬能啓太          | 「かずかぞえ」、「知りたい」、「知らない」（出演：地下波）、「もう少し前から」（出演：夏鈴、幸地生剛）、「悪い癖」（出演：夏鈴、幸地生剛） |
| 安藤大悟          | 「You」（出演：Kaya hukui, 吉澤舞子, Yuya Ohtsuka, Shuto Narita）                                                                          |
| シライフウタ      | 「Twinkle Star Girl」（出演：柿木風花） |
| 齋藤工（THINGS.） | 「Tsubomi」（出演：浮田恵梨子、湯木優輝）                                                                                                  |
| 髙木美杜          | 「Nowplaying」（出演：川﨑帆々花） |
| 酒井ダイスケ      | 「Ghost Song」 |
| 不明              | 「Drops 」、「Leo（テレワークセッション）」                                                                                                |